# Joseph Li Liangui
Joseph Li Liangui (chiń. 李連貴; ur. w 1964) – chiński duchowny katolicki, biskup Xianxian od 2000.

## Życiorys
Święcenia kapłańskie otrzymał w 1991.
Został wybrany biskupem ordynariuszem Xianxian. Sakrę biskupią przyjął z mandatem papieskim 20 marca 2000. 